# Cuelgamures
Cuelgamures – gmina w Hiszpanii, w prowincji Zamora, w Kastylii i León, o powierzchni 14,67 km². W 2011 roku gmina liczyła 110 mieszkańców.